# Braydon Manu
Braydon Marvin Manu (Itzehoe, 28 maart 1997) is een Ghanees–Duits voetballer die als aanvaller voor VfL Osnabrück speelt.

## Carrièrestatistieken
| Seizoen                    | Club                      | Land            | Competitie        | Competitie | Competitie | Beker | Beker | Internationaal | Internationaal | Overig | Overig | Totaal | Totaal |
| Seizoen                    | Club                      | Land            | Competitie        | Wed.       | Dlp.       | Wed.  | Dlp.  | Wed.           | Dlp.           | Wed.   | Dlp.   | Wed.   | Dlp.   |
| -------------------------- | ------------------------- | --------------- | ----------------- | ---------- | ---------- | ----- | ----- | -------------- | -------------- | ------ | ------ | ------ | ------ |
| 2016/17                    | Eintracht Braunschweig II | Duitsland       | Regionalliga Nord | 23         | 2          | –     | –     | –              | –              | –      | –      | 23     | 2      |
| 2017/18                    | Hallescher FC             | Duitsland       | 3. Liga           | 27         | 3          | –     | –     | –              | –              | 1      | 0      | 28     | 3      |
| 2018/19                    | Hallescher FC             | Duitsland       | 3. Liga           | 31         | 3          | –     | –     | –              | –              | 3      | 0      | 34     | 3      |
| 2019/20                    | SV Darmstadt 98           | Duitsland       | 2. Bundesliga     | 4          | 0          | 0     | 0     | –              | –              | –      | –      | 4      | 0      |
| 2020/21                    | SV Darmstadt 98           | Duitsland       | 2. Bundesliga     | 3          | 0          | 1     | 0     | –              | –              | –      | –      | 4      | 0      |
| 2020/21                    | → Hallescher FC           | Duitsland       | 3. Liga           | 18         | 3          | –     | –     | –              | –              | 1      | 0      | 19     | 3      |
| 2021/22                    | SV Darmstadt 98           | Duitsland       | 2. Bundesliga     | 21         | 4          | 1     | 0     | –              | –              | –      | –      | 22     | 4      |
| 2022/23                    | SV Darmstadt 98           | Duitsland       | 2. Bundesliga     | 28         | 7          | 3     | 0     | –              | –              | –      | –      | 31     | 7      |
| 2023/24                    | SV Darmstadt 98           | Duitsland       | Bundesliga        | 4          | 0          | 1     | 0     | –              | –              | –      | –      | 5      | 0      |
| 2024/25                    | PEC Zwolle                | Nederland       | Eredivisie        | 2          | 0          | 1     | 0     | –              | –              | –      | –      | 3      | 0      |
| 2024/25                    | → VfL Osnabrück           | Duitsland       | 3. Liga           | 16         | 0          | –     | –     | –              | –              | –      | –      | 16     | 0      |
| Carrière totaal            | Carrière totaal           | Carrière totaal | Carrière totaal   | 177        | 23         | 7     | 0     | 0              | 0              | 5      | 0      | 189    | 23     |
| Bijgewerkt tot 19 mei 2025 |                           |                 |                   |            |            |       |       |                |                |        |        |        |        |